# Солнечный юг (картина)
«Солнечный юг» (англ. The Sunny South) — картина австралийского художника Тома Робертса, написанная в 1887 году. Входит в австралийскую коллекцию Национальной галереи Виктории, которая находится в Центре Яна Поттера на площади Федерации в Мельбурне.

## Описание
На картине изображена группа мальчиков, плавающих обнажёнными в районе Рикеттс-Пойнт в Бомарисе, пригороде Мельбурна. 

## История
Название полотна могло относится к популярному шоу «Солнечный юг», популярной пьесой, впервые поставленной в Мельбурне Джорджем Дарреллом с Эсси Дженинс в главной роли в 1883 году за четыре года до того, как картина была закончена, а затем перевезена в Лондон. Кроме этого, Рикеттс-Пойнт в Бомарисе был приморским пригородом к югу от Мельбурна, особенно популярный в летнее время. 
Картина была приобретена Национальной галереей Виктории в 1940 году на средства фонда Felton Bequest.